# Kroczek (ryba)
Kroczek – ryba – dwuletni materiał zarybieniowy, hodowany w gospodarstwach rybackich. Termin używany jest najczęściej w odniesieniu do karpia, lina i karasia. Kroczki karpia oznaczane są symbolem K2 w odróżnieniu od narybku oznaczanego K1 oraz trzyletniego karpia handlowego oznaczanego symbolem K3.